# Polizeiruf 110: Denn sie wissen nicht, was sie tun
Denn sie wissen nicht, was sie tun ist ein Fernsehfilm aus der ARD-Krimireihe Polizeiruf 110. Der Film wurde im Auftrag des BR von der Claussen+Wöbke+Putz Filmproduktion GmbH produziert und am Freitag, den 23. September 2011, erstmals im Ersten ausgestrahlt. Es ist der zweite Fall des Münchner Polizeiruf-Ermittlers Hanns von Meuffels.

## Handlung
Kommissar von Meuffels verhört einen geständigen Sexualverbrecher, der eine 12-Jährige vergewaltigt hat. Als von Meuffels den Verhörraum für einen kurzen Moment verlässt, ergreift der Täter die Dienstwaffe des bewachenden Polizisten und erschießt sich damit selbst. Schwer betroffen von dieser Tat ist von Meuffels im Begriff, das Polizeipräsidium zu verlassen, um Feierabend zu machen. Er begegnet dabei zwei frisch verhafteten jungen Taschendiebinnen, die davon berichten, dass sie auf einem S-Bahnhof in einem Rucksack eine Bombe entdeckt hätten. Während andere Beamte das nur als Schutzbehauptung der Mädchen sehen, erkennt von Meuffels die Bedrohungslage und rät zu einem umfassenden Einsatz. Der Polizeiführer vom Dienst vor Ort entschließt sich daraufhin, den Einsatz doch auszulösen, da ihm das Risiko als zu groß erscheint.
Mit Auslösung des Alarmes wird die Polizeimaschinerie in Gang gesetzt und die Ermittlungen zum potentiellen Täter laufen an. Während erste Ergebnisse auf den Flughafen München als möglichen Anschlagsort hindeuten, wird bei der Auswertung der Überwachungskameras entdeckt, dass der Tatverdächtige die S-Bahn vorher verlassen hat. Als mögliches Ziel wird nun ein Fußballspiel identifiziert. Von Meuffels und seine Kollegin Burnhauser machen sich auf den Weg zum Stadion. Als beide gerade ankommen, entdecken sie den Tatverdächtigen im Gedränge in einem Fußgängertunnel der Allianz Arena. Bevor sie den Täter ergreifen können, kommt es jedoch zur Explosion der Bombe. Als sich der Staub im Tunnel legt, wird das Ausmaß der Katastrophe sichtbar: es gibt Tote und Schwerverletzte, desorientierte Leichtverletzte, die im verstaubten Tunnel herumlaufen; auch von Meuffels und Burnhauser sind nur leicht verletzt. Neben von Meuffels liegt ein junger Mann unter Betonteilen, schwerst verletzt und eingeklemmt. Er betreut ihn, zitternd und sichtlich von der Explosion gezeichnet, bis die Rettungskräfte eintreffen. Notärzte und Rettungssanitäter beginnen mit der Sichtung der Verletzten und deren Versorgung.
Von Meuffels erinnert sich an einen möglichen zweiten Täter und spürt die Gefahr, dass es noch einen zweiten Anschlag geben könnte. Er beauftragt Burnhauser, sich mit dieser Info an die Einsatzleitung zu wenden. Diese hat derweil ihre Arbeit aufgenommen: Ein Krisenstab aus Polizei, Staatsschutz, Landeskriminalamt, Verfassungsschutz und das Innenministerium versucht, die Hintergründe der Tat zu ermitteln: Wer ist der Täter? Gibt es weitere Täter? Handelt es sich um einen Terroranschlag oder die Tat eines Verwirrten? Während von Meuffels immer noch die Hand des Eingeklemmten hält, macht ihm der Notarzt klar, dass der junge Mann keine Überlebenschance mehr hat. Entgegen der Weisung der Einsatzleitung bleibt er bei dem Jungen, den er zu betreuen und befragen versucht. Als dieser arabisch zu beten beginnt, wächst in von Meuffels der Zweifel über die Identität des Jungen. Die Rettungsarbeiten schreiten – von den Augen der Medien beobachtet – voran, 23 Tote werden gezählt, zahlreiche Schwerverletzte wurden geborgen – es ist der schwerste Anschlag in Deutschland seit dem Attentat bei den Olympischen Spielen 1972.
Die Einsatzleitung stellt Vermutungen über die Motive des Anschlags an und diskutiert verschiedene Worst-Case-Szenarien. Die Presse berichtet, im Internet wird spekuliert – man wird damit konfrontiert, sich früher oder später äußern zu müssen, Gerüchte von einem islamistischen Hintergrund machen die Runde. Der Krisenstab will aber eine Massenpanik vermeiden und beratschlagt, wie man mit den Zuschauern im Stadion umgehen soll. Derweil laufen in München verschiedene Einsätze ab: Moscheen werden durchsucht, verdächtige Personen an öffentlichen Orten festgenommen. Für von Meuffels stellt Anna Burnhauser die Verbindung zur Außenwelt dar, während er sich weiter im Tunnel aufhält. Der Junge diskutiert mit von Meuffels über seinen Glauben; von Meuffels berichtet von einem Erlebnis seiner Kindheit – und von den Geschehnissen seines heutigen Tages. Der Junge beginnt daraufhin, über sich und seine Ansichten zu reden und offenbart auch seinen Namen, Peter. Die auf Hochtouren laufenden Ermittlungen ergeben derweil, dass es zwei Täter gegeben hat – und sich möglicherweise noch eine Bombe im Tunnel befindet.
Von Meuffels kombiniert und sieht Peter als möglichen Täter an – und will von ihm wissen, wo das zweite Ziel ist. Reste des verwendeten Sprengstoffs können identifiziert und Spuren zu seiner Herkunft ermittelt werden: Anscheinend wurde der Sprengstoff an der TU München entwendet, ein ägyptischer Student kann identifiziert werden. Ebenfalls wird der Junge, der sich Mahmud nennt, auf einem Phantombild identifiziert. Damit konfrontiert die Einsatzleiterin Silke Mayer von Meuffels, der sofort zugibt, zu wissen, es mit dem Täter zu tun zu haben. Dieser soll nun gestehen, wo sein Komplize steckt, um eine weitere Tragödie zu verhindern – auch die Anwendung von Gewalt scheint dazu nicht mehr ausgeschlossen zu sein. Über das weitere Vorgehen gerät von Meuffels mit Silke Mayer in Konflikt, kann sich vorerst aber mit seiner Idee durchsetzen, sich dem Täter auf persönlicher Ebene zu nähern. Er entlockt ihm das Stichwort Sexmesse – im MOC findet derzeit eine Erotikmesse statt. Daraufhin wird die Messe zwar umgehend evakuiert, aber keine Bombe entdeckt. Die Staatsanwaltschaft hat in der Zwischenzeit dem LKA die Ermittlungen übertragen. Aus ermittlungstaktischen Gründen beschließt man, die Eltern von Mahmud an den Ort des Geschehens zu bringen, was ihn zum Reden animieren soll. Sein arabischer Vater kann ihn aber nicht zum Sprechen überreden. Der Verfassungsschutz muss feststellen, dass er die Verdächtigen unter Beobachtung hatte – es wird entschieden, die Sache zu vertuschen und die Spuren der Überwachung zu beseitigen. In der Wohnung von Nasiri findet die Spurensicherung auf einem Laptop ein Bekennervideo. Anna Burnhauser besucht Mahmuds deutsche Mutter, die entsetzt auf den Anschlag ihres Sohnes reagiert, mit dem sie seit Jahren nichts zu tun hatte, nachdem sie die Familie verlassen hatte. Sie entschließt sich aber doch, mit ihm zu telefonieren, bricht dabei aber zusammen. Nach diesem Gespräch gibt Mahmud den Hinweis Hauptbahnhof, wo wiederum ein sofortiger Einsatz anläuft – der aber ebenso wieder ohne Ergebnis verläuft.
Der Staatssekretär aus dem Innenministerium, Lukas Broosig, heizt derweil die Debatte im Krisenstab auf: Er will Ergebnisse sehen und es sollen notfalls entsprechende Maßnahmen fernab des Rechtsstaats ergriffen werden. Zudem hofft er, dass sich irgendwelche islamistischen Gruppierungen zu dem Anschlag bekennen, sodass das eigene Versagen nicht aufgedeckt wird und sich eine sicherheitspolitische Win-Win-Situationen einstellt – der Datenschutz stehe im Wege, die Sicherheitsgesetze seien zu lasch, möglicherweise bietet das Raum für neue Befugnisse für die Sicherheitsbehörden. Vom ergebnislosen Einsatz am Bahnhof hörend, bringt von Meuffels Mahmud dazu, seinen Komplizen anzurufen – auch auf die Gefahr hin, so möglicherweise die zweite Bombe fernzuzünden. Wie man nun feststellt, befindet sich der Komplize nicht anderenorts, sondern liegt mit seinem Sprengstoffgürtel tot in den Trümmern des Tunnels, entdeckt durch das Klingeln seines Handys. Nach der Entschärfung des Sprengsatzes beendet die Einsatzleitung ihre Tätigkeit. Die Sicherheitsbehörden geraten dabei aneinander und bereiten sich darauf vor, einander auszuspielen, falls kritische Fragen nach Täterschaft, Aufklärung und Verantwortung auftreten sollten.
Der Attentäter Mahmud liegt derweil in den letzten Zügen seines Lebens und bittet von Meuffels, ihn zu halten. Kurz darauf stirbt Mahmud in seinen Armen. Erschöpft verlässt von Meuffels den Tatort und begibt sich zu Mahmuds Wohnung, wo er sich umsieht und die Überwachungskamera entdeckt und konfisziert. Er spricht hierüber mit dem Polizeiführer vom Dienst und äußerst seine Vermutung, dass die deutschen Sicherheitsbehörden die Attentäter überwacht haben. Der Polizeiführer entkräftet seine Argumente und zeigt ihm ein Bekennerschreiben eines pakistanischen al-Qaida-Ablegers. Von Meuffels kehrt nochmal an den Tatort zurück, an dem die Spurensicherung mit der Aufarbeitung des Anschlags begonnen hat. Im Abspann werden von Meuffels und Max Unterkofer gezeigt, wie sie Anna Burnhauser und anderen Mädchen in bayerischer Tracht beim Tanzen zusehen.

## Hintergrund

### Produktion
Die Dreharbeiten fanden vom 9. November 2010 bis zum 9. Dezember 2010 in München statt. Arbeitstitel von Denn sie wissen nicht, was sie tun war Inschallah.
Seine Premiere feierte Denn sie wissen nicht, was sie tun auf dem Filmfest München 2011.

### Altersfreigabe
Im Zuge der Suche nach einem Ausstrahlungstermin für Denn sie wissen nicht, was sie tun kam es von Seiten des produzierenden Bayerischen Rundfunks Ende Juli 2011 zur Einschätzung der Jugendschützer, dass der Film wegen seiner drastischen Darstellungen für Jugendliche unter 16 Jahren ungeeignet sei. Folge dieser Einschätzung war, dass die ursprüngliche geplante Ausstrahlung am Sonntag, den 25. September 2011, um 20.15 Uhr damit nicht mehr möglich war (vgl. auch Altersfreigabe im Fernsehen). Die Ausstrahlung fand daher am Freitag, den 23. September 2011, um 22 Uhr statt.
Durch diese Herangehensweise des BR kam es zu einer Debatte über den Jugendschutz im Fernsehen. Insbesondere wurde von Seiten des Regisseurs wie auch von ARD-Programmdirektor Volker Herres ein Kontext zu den Fernsehbildern der Anschläge in Norwegen 2011 hergestellt.

## Rezeption

### Einschaltquoten
Die Erstausstrahlung von Denn sie wissen nicht, was sie tun am 23. September 2011 wurde in Deutschland insgesamt von 2,70 Millionen Zuschauern gesehen und erreichte einen Marktanteil von 12,1 % für Das Erste; in der Gruppe der 14- bis 49-jährigen Zuschauer konnten 0,55 Millionen Zuschauer und ein Marktanteil von 5,8 % erreicht werden.
Damit lagen die Einschaltquoten wegen der Sendeplatzverschiebung erwartungsgemäß weit unter der üblichen Sonntagabend-Reichweite.

### Kritik
Die Kritiken zu Denn sie wissen nicht, was sie tun waren überwiegend positiv.

„Ein schlechter Tag für Hanns von Meuffels. Morgens erschießt sich ein Kinderschänder vor seinen Augen. Dann geht eine Bombe hoch. Bleibt es bei der einen? „Denn sie wissen nicht, was sie tun“ ist ein „Polizeiruf“ und er ist zugleich ein Versuch über den Glauben, er erzählt von falschen politischen Aktionen und einem richtigen Weg der Menschlichkeit und einer Schuld, die sich kaum wieder gut machen lässt. Außerdem zeigt Steinbichlers Kammerspiel, wie es im Angesicht des Todes zu einer Um(be)wertung der 'Dinge' kommen kann. Ein politisches Erlöserdrama von bleierner Schwere, das sicher nicht jedermanns Sache ist!“

„Schade nur, dass dieser ausgezeichnete Krimi, von Hans Steinbichler mit grandiosen Protagonisten (Brandt, Sebastian Urzendowski, Anna Maria Sturm) als bedrückendes Kammerspiel inszeniert (Kamera: Bella Halben, Buch: Christian Jeltsch), so lediglich wohl von drei Millionen Zuschauern gesehen wird, statt von acht am Sonntag in der Primetime. Sicher, da sind die Schreie der Opfer im Tunnel, die mit Staub und Blut bedeckten Menschen im Lichtgeflacker. Verstörende Bilder, die umso nachdrücklicher wirken, als in Deutschland die Angst vor einem solchen Attentat umgeht. Man muss sich nur die Vorsichtsmaßnahmen beim Papst-Besuch in Berlin anschauen. […] Die Grimme-Preis-Jury wird diesen Film wohlwollend zur Kenntnis nehmen.“

„Nein, Entspannung sucht man hier vergeblich. Die Kunst dieses 'Polizeiruf' liegt allerdings darin, wie der Druck der Gewalt in ein nervenaufreibendes Kammerspiel verlagert wird. Regisseur Hans Steinbichler, der mit Hauptdarsteller Brandt schon das Ödipaldrama 'Die zweite Frau' gedreht hat, konfrontiert den Ermittler bald mit dem Täter (Sebastian Urzendowsky), der unter den Trümmern liegt, die er durch seine Bombe verursacht hat. Mitleid mit dem Massenmörder? Keineswegs. Aber mit der Annäherung an den Sterbenden wird eine interessante Facette des neuen Terrorismus herausgearbeitet. Der Attentäter, ein junger Deutscher, der zum Islam konvertiert ist, erinnert in vielen Aspekten an die deutschen Islamisten der Sauerlandgruppe. Adoleszenz und Ideologie, Weltschmerz und religiöser Wahn sind auch beim Mörder in diesem radikalen 'Polizeiruf' fatal verschmolzen. Warum sich jugendliche Fernsehzuschauer damit nicht beschäftigen dürfen, bleibt das Geheimnis der bayerischen Jugendschützerin.“

### Auszeichnungen
Denn sie wissen nicht, was sie tun war beim Fernsehfilm-Festival Baden-Baden 2011 für den 3sat-Zuschauerpreis und den Fernsehfilmpreis der Deutschen Akademie der Darstellenden Künste nominiert, konnte sich in beiden Wettbewerben jedoch nicht gegen den Sieger Homevideo durchsetzen. Matthias Brandt erhielt den Jury-Sonderpreis für seine herausragende schauspielerische Leistung als Kommissar Hanns von Meuffels. Ebenfalls erhielt Brandt für diese Rolle den Bayerischen Fernsehpreis 2012 als Bester Schauspieler in der Kategorie Serien und Reihen und wurde für den Deutschen Fernsehpreis 2012 als Bester Schauspieler nominiert.